# 苞护豆属
苞护豆属（学名：Phylacium）是蝶形花亚科下的一个属，为缠绕草本植物。该属共有3种，分布于印度、马来西亚、菲律宾和新几内亚。